# Penninghen
Penninghen est une école d'architecture intérieure, de communication et de direction artistique française, située à Paris, au cœur du quartier Saint-Germain-des-Prés.

## Historique
L'école est fondée dans les années 1950 comme un atelier de préparation au concours de l’École nationale supérieure des arts décoratifs. Sa spécialité des arts appliqués permet de répondre à la demande des métiers liés au design durant les Trente glorieuses.
En 1959, Guillaume Met de Penninghen et Jacques d'Andon fusionnent leurs ateliers, et s’installent dans les anciens locaux de l’Académie Julian, 31 rue du Dragon. L'espace est inauguré sous l’égide du représentant du ministre de la Culture André Malraux, Gaëtan Picon. En 1968, l'Atelier Met de Penninghen devient l’ESAG Penninghen, école supérieure d’art graphique.
En 2015, l'école intègre le groupe d’enseignement supérieur Studialis, lui-même racheté par Galileo Global Education.
La filière Communication a été mise en place en 2020. Elle a permis de grandement augmenter les effectifs de l'école. Des bourses existent.
À la rentrée 2025, certaines cohortes de Penninghen rejoindront le campus Le Delta, situé dans les anciens locaux de l'école d'ingénieurs AgroParisTech du 5e arrondissement de Paris, aux côtés de cinq autres écoles appartenant à Galileo.

## Cursus et diplômes
Penninghen est un établissement d’enseignement supérieur technique privé, déclaré auprès du ministère de l’Éducation nationale et de la Recherche.
La première année préparatoire est accessible post-baccalauréat, sans exigence de dossier ni d’expérience artistique. Elle est exigeante, avec 27h de cours par semaine et autant de travail personnel. Les élèves ont la réputation de suivre une discipline stricte et une cadence de production importante. Seuls les 60 % des élèves les mieux classés parmi les 300 élèves de première année peuvent poursuivre dans l'une des trois filières proposées : direction artistique, architecture d'intérieur ou communication.
Penninghen revendique une insertion professionnelle de 97 % des jeunes diplômés dans les six mois. Cependant, la véracité des calculs statistiques effectuées par les écoles du groupe Galileo est remis en question.
Le coût total des cinq années d'études, y compris l'achat du matériel, peut être estimé à 70 000 euros par étudiant.
La journaliste Claire Marchal indique, dans un ouvrage publié en mars 2025, que l'école Penninghen dépasse régulièrement sa capacité d'accueil autorisée de 300 personnes. Les effectifs atteignant 450 étudiants soulèvent des préoccupations quant à la sécurité incendie et à l’environnement de travail des étudiants. La journaliste pointe une dégradation progressive depuis le rachat de l'école par Galileo, la qualifiant de « machine de guerre destinée à presser le citron » en raison de l'augmentation des tarifs et des effectifs.

## Anciens élèves
- Marion Bataille, graphiste[6]
- Aurélie Baras, graphiste[7]
- Jacques Bec, décorateur d'intérieur installé au Portugal[8]
- Sophie Bramly, photographe[9]
- François Crabit, dessinateur et pastelliste[4]
- Chris Macari, réalisateur et producteur
- Claire Forgeot, peintre, sculptrice, ainsi qu'auteure et illustratrice française en littérature de jeunesse[10]
- Jean Lecointre, illustrateur[11]
- Laurent Melki, affichiste[12]
- Geoffroy de Pennart, auteur-illustrateur de littérature d'enfance[réf. souhaitée]
- Julien Ribot, dessinateur, réalisateur, compositeur, interprète[13]
- Leïla Sy, photographe et réalisatrice[14]
- Sylvia Tournerie, graphiste et typographe
- Bastien Vivès, auteur de bandes dessinées[15]
- Catherine Zask, graphiste[16]
- Toctoc, street artiste[17]